# ذا دارك سايد أوف ذا مون
"ذا دارك سايد أوف ذا مون" (بالإنجليزية: The Dark Side of the Moon) هو ألبوم الإستديو الثامن لفرقة البروغريسيف روك الإنجليزية بينك فلويد، صدر بتاريخ 1 مارس عام 1973. الألبوم مبني على أفكار اكتشفت في تسجيلات وعروض حية سابقة للفرقة، ولكنه يفتقر للمسارات الموسعة في العزف على الآلات التي ميزت عملهم بعد رحيل العضو المؤسس للفرقة والملحن الرئيسي وكاتب الأغاني سيد باريت. تشمل موضوعات الأغاني في ذا دارك سايد أوف ذا مون النزاعات ومرور الوقت والمرض العقلي وهذا الأخير مستوحى جزئياً من الحالة العقلية المتدهورة لباريت.
جرى تطوير الألبوم أثناء حفلات الفرقة الحية، وطُرحت نسخة أولية قبل البدء بتسجيل الإستديو بعدة أشهر، وسُجلت مواد جديدة في جلستي تسجيل في كل من عام 1972 وعام 1973 في استديوهات آبي روود في لندن. استخدمت الفرقة بعض تقنيات التسجيل الأكثر تقدماً في ذلك الوقت، بما في ذلك التسجيل متعدد المسارات وتدوير الشريط. برز استخدام أجهزة السنثسيزر التناظرية في عدة أغاني من الألبوم، قدمت سلسلة من المقابلات المسجلة مع طاقم الطريق وآخرون الاقتباسات الفلسفية التي استخدمت في كلمات أغاني الألبوم. كان مهندس الصوت ألان بارسونس مسؤولاً عن مجموعة من الجوانب الصوتية الأبرز في الألبوم بالإضافة لتعيينه المغنية غير المعجمية كلير توري. قام بتصميم غلاف الألبوم الأيقوني ستورم ثورغيرسون حيث يظهر في الغلاف موشور والذي يمثل الموضوعات الغنائية بالألبوم وهو في نفس الوقت تمثيل للإضاءة المسرحية في حفلات الفرقة، بالإضافة لطلب ريتشارد رايت وهو عازف آلة المفاتيح بأن يكون تصميم الغلاف «بسيط وجريء».
حظي الألبوم بنجاح فوري، بتصدره قائمة بيلبورد 200 لأسبوع واحد وبقاءه على قوائم الألبومات الأكثر مبيعاً لمدة 741 أسبوع (من 1973 حتى 1988)، وتُقدر عدد النسخ المُباعة بنحو 50 مليون نسخة، ويعد بذلك أنجح ألبومات بينك فلويد تجارياً وواحد من أعلى الألبومات مبيعاً في جميع أنحاء العالم. تم عمل نسختي ريماستر بالإضافة لإعادة إصدار الألبوم مرتين واحتل الألبوم المركز الثالت في أكثر الألبومات مبيعا عبر التاريخ بأكثر من 50مليون نسخة.

## خلفية
اجتمع أعضاء بينك فلويد بعد صدور ألبوم "ميدل" عام 1971، من أجل جولة الحفلات المقبلة للفرقة والتي ستشمل بريطانيا، واليابان والولايات المتحدة في شهر ديسمبر من ذلك العام. خلال تمرين الفرقة في برودهارست غاردينز بلندن، كانت فكرة ألبوم جديد تلوح في الأفق، على الرغم من أن الأولوية حينها كانت لتشكيل مواد موسيقية جديدة. خلال اجتماع للفرقة في منزل عازف الطبول نيك ميسن في كامدن، اقترح عازف غيتار البيس روجر ووترز بأن الألبوم الجديد قد يشكل جزءاً من الجولة الموسيقية للفرقة. كانت فكرة ووترز حول ألبوم تعامل مع أشياء «تجعل الناس غاضبين»، مركزاً على الضغوط التي واجهتها الفرقة خلال نمط حياتهم الشاق، وتعاملهم مع المشاكل العقلية الظاهرة التي عاناها عضو الفرقة السابق سيد باريت. استكشفت الفرقة فكرة مشابهة مع ذا مان أند ذا جورني عام 1969. قال عازف الإيتار ديفيد غيلمور في مقابلة مع مجلة رولينغ ستون: «أعتقد بأن جمعينا فكر – وروجر حتماً فكر – بأن كثير من الكلمات الغنائية التي كنا نستخدمها كانت غير مباشرة بعض الشيء. كان هناك حتماً شعور بأن الكلمات ستكون واضحة للغاية ومحددة.» عموماً، جميع الأعضاء الأربعة اتفقوا على أن فكرة ووترز حول مفهوم لألبوم موحد بموضوع مفرد كانت فكرة سديدة.

## تاريخ الإصدار
| البلد            | التاريخ      | العلامة التجارية | الصيغة                       | رقم الفهرس                                           |
| ---------------- | ------------ | ---------------- | ---------------------------- | ---------------------------------------------------- |
| كندا             | 1 مارس 1973  | هارفست ريكوردز   | قرص فونوغراف، كاسيت، 8-Track | SMAS-11163 (LP) 4XW-11163 (CC) 8XW-11163 (8-Track)   |
| الولايات المتحدة | 1 مارس 1973  | كابيتول ريكوردز  | قرص فونوغراف، كاسيت، 8-Track | SMAS-11163 (LP) 4XW-11163 (CC) 8XW-11163 (8-Track)   |
| المملكة المتحدة  | 16 مارس 1973 | هارفست ريكوردز   | قرص فونوغراف، كاسيت، 8-Track | SHVL 804 (LP) TC-SHVL 804 (CC) Q8-SHVL 804 (8-Track) |
| أستراليا         | 1973         | هارفست ريكوردز   | Vinyl                        | Q4 SHVLA.804                                         |

## روابط خارجية
- ذا دارك سايد أوف ذا مون على موقع الموسوعة البريطانية (الإنجليزية)
- ذا دارك سايد أوف ذا مون على موقع أول موفي (الإنجليزية)